# Tom Sturridge
Thomas Sidney Jerome "Tom" Sturridge, född 21 december 1985 i Lambeth i London, är en brittisk skådespelare. Han är son till Phoebe Nicholls och Charles Sturridge.
Sturridge började sin skådespelarkarriär när han var 11 år gammal i en TV-version av Gullivers resor, regisserad av hans far. Han utbildades vid det ansedda Winchester College, men hoppade av innan han avslutade sin A-level. Han återvände till skådespeleriet 2004, med en roll i Vanity Fair och i Being Julia. År 2005 spelade Sturridge rollen som William Herbert i TV-produktionen A Waste of Shame om William Shakespeare.
Under 2006 hade Sturridge en roll i den psykologiska thrillern Like Minds (även kallad Murderous Intent). 2009 hade han en roll i den brittiska komedifilmen The Boat That Rocked, regisserad av Richard Curtis. Samma år spelade han en roll i teaterpjäsen Punk Rock. För den rollen vann han 2009 Critics' Circle Theatre Award pris som bästa nykomling.
2011–2015 hade Sturridge ett förhållande med skådespelaren Sienna Miller. Paret fick en dotter sommaren 2012.

## Filmografi i urval
- 2004 – Vanity Fair
- 2004 – Being Julia
- 2007 – Hannibal Rising
- 2009 – The Boat That Rocked
- 2016 – The Hollow Crown (TV-serie)
- 2019 – Velvet Buzzsaw
- 2025 – The Chronology of Water
- 2025 – The Wizard of the Kremlin